# Oospila euchlora
Oospila euchlora är en fjärilsart som beskrevs av Louis Beethoven Prout 1932. Oospila euchlora ingår i släktet Oospila och familjen mätare. Inga underarter finns listade i Catalogue of Life.